# Балейка (село)
 Балейка  — село в Новосергиевском районе Оренбургской области. Входит в состав Среднеуранского сельсовета.

## География
Находится на расстоянии примерно 34 километров по прямой на север-северо-восток от районного центра поселка Новосергиевка.

## История
Основано в 1841 году.

## Население
Население составляло 153 человека в 2002 году (74% русские), 121 по переписи 2010 года.